# Бураго ди Молгора
Бура̀го ди Мо̀лгора (на италиански: Burago di Molgora, на западноломбардски: Бюрак, Büràch) е малко градче и община в Северна Италия, провинция Монца и Брианца, регион Ломбардия. Разположено е на 182 m надморска височина. Населението на общината е 4250 души (към 2010 г.).
До 2004 г. общината е част от провинция Милано.